# Teutamus vittatus
Espèce
Teutamus vittatus est une espèce d'araignées aranéomorphes de la famille des Liocranidae.

## Distribution
Cette espèce est endémique du Sabah en Malaisie,. Elle se rencontre dans le parc national du Kinabalu à 1 550 m d'altitude.

## Description
Le mâle holotype mesure 4,15 mm et la femelle paratype 4,25 mm.

## Publication originale
- Deeleman-Reinhold, 2001 : Forest spiders of South East Asia: with a revision of the sac and ground spiders (Araneae: Clubionidae, Corinnidae, Liocranidae, Gnaphosidae, Prodidomidae and Trochanterriidae. Brill, Leiden, p. 1-591.